# Левкотея (дочка Орхама)
Левкофея (Левкофоя) - персонаж давньогрецької міфології. Дочка повелителя Ахеменії Орхама (з роду Бела) і Евріноми (за Овідія, вавилонянка).
Геліос прийняв вигляд її матері і позбавив дівчину невинності. Клітія, кохана Геліоса, з ревнощів розповіла про це Орхаму. Той сховав Левкофею під землю, але Геліос випустив її назовні в образі гілки, яка містить фіміам. За розповіддю Овідія, батько закопав її живою в землю, вона перетворилася на запашну рослину. Гігін згадує, що вона народила від Геліоса Терсанонта з Андроса, який був одним з аргонавтів.
За іншою версією її покохав і знеславив Аполлон, за що вона була живою закопана в землю. Після смерті Левкотої Аполлон перетворив її на рослину, смолу якої використовували для приготування пахощів.